# Quantum Fantay
I Quantum Fantay sono un gruppo rock progressivo/space rock belga.

## Storia
I Quantum Fantay nascono a Lokeren, Belgio, nel 2002 per iniziativa di due amici Pete Mush (vero nome Pieter Van den Broeck) e Jaro (vero nome Wouter De Geest) rispettivamente tastierista e bassista molto attivi nella scena rock progressivo-underground belga. La loro intenzione è quella di proporre una personale forma di liquid space rock ispirandosi ad epigoni del genere quali Hawkwind, Steve Hillage, Ozric Tentacles e Hidria Spacefolk. Per rendere concrete le proprie ispirazioni i due convocano gli amici-musicisti-vicini di casa Gino Bartolini (batterista, vero nome Gino Verhaegen), Dario Frodo (chitarrista, vero nome Glenn Ployaert) e Charles Sla (flautista, vero nome Karel Slabbaert).
La band dimostra subito di possedere piglio giusto e idee chiare circa la direzione stilistica da seguire: i brani sono costruiti su composizioni interamente strumentali ad ampio respiro basate sui suoni d'atmosfera creati dalle tastiere di Pete (il principale compositore del gruppo) accompagnate dal flauto di Sla, ritmiche trascinanti e possenti con chitarre magistralmente incastrate. Dopo prove intense ed estenuanti i nostri si esibiscono nel giro dei club di Belgio, Paesi Bassi e Lussemburgo prima di far uscire il loro primo album nel 2005: Agapanthusterra. Un album ricco di “onde ipnotiche”, suoni ambientali, synth psichedelici, melodie inquietanti, il tutto articolato secondo una matrice progressive rock. Dopo due anni intensissimi, trascorsi tra piccoli festival prog ed esibizioni in locali del nord Europa, nel 2007 esce Ugisiunsi, il secondo album registrato come il precedente al Pete's Mushroomland, lo studio domestico di Pete Mush. Questo lavoro, che vede l'avvicendamento alla chitarra tra Dario Frodo e il session man macedone Srdjan Vucic, rappresenta un ulteriore passo avanti in termini di produzione ed esecuzione e i brani dimostrano una notevole maturazione rispetto agli inizi. Ciò non fa che aumentare la fama del gruppo tra gli appassionati del genere, trovando il proprio culmine al Burg-Herzberg festival del 2007 in Germania dove i Quantum si esibiscono per la prima volta di fronte a migliaia di persone, in uno scenario magico di foreste circondate da montagne. Anche il 2008 è un anno ricco di attività per la band. Rientrato tra le file Dario alla chitarra, viene pubblicato il primo album live, From Herzberg To Living Room, contenente lo spettacolo registrato ad Herzberg ed ha luogo il primo vero tour europeo. A suggello di quella che ormai è divenuta a pieno titolo una nuova realtà della scena prog europea e non solo nel 2009 la band si esibisce al famoso festival progressivo statunitense NEARfest condividendo la scena con gruppi di fama mondiale quali Gong, Van Der Graaf Generator, Steve Hillage e Premiata Forneria Marconi e pubblica il terzo lavoro in studio Kaleidothrope, accompagnato nell'edizione limitata da un dvd contenente la performance al Fonnefeesten festival del 2008 in Belgio.

## Genere e Influenze
La musica dei Quantum Fantay è uno space rock strumentale caratterizzato da suoni eterei elaborati al sintetizzatore, trame chitarristiche costruite su ritmi variabili e melodie rifinite eseguite principalmente con il flauto. Molti suoni risultano effettati (in particolar modo con echi e vocoder) ma non per questo sporchi. Ascoltandoli non si può non accostarli immediatamente agli Ozric Tentacles per stile e timbrica anche se, rispetto a questi, vi è un uso inferiore dell'elettronica e del programming.
Tra le influenze citate dal gruppo  troviamo Ozric Tentacles, Jean-Michel Jarre, Porcupine Tree, Jethro Tull, Marillion, Pink Floyd, Genesis, Hawkwind, Ayreon, Aphex Twin, Massive Attack e Orbital.

## Curiosità
Il nome Quantum Fantay è in realtà frutto del caso. In origine la band si chiamava Quantum Fantasy tuttavia durante un'esibizione in un festival rock belga di nuove leve il gruppo venne registrato e presentato appunto come Quantum Fantay, senza la "s". Ai ragazzi la "storpiatura" piacque, la considerarono scenografica e alternativa e così optarono per tale etichetta.

## Formazione
- Pete Mush - sintetizzatore, vocoder, produttore
- Charles Sla - flauto, sintetizzatore
- Jaro - basso
- Dario Frodo - chitarra
- Gino Bartolini - batteria
- Srdjan Vucic chitarra in Ugisiunsi

## Discografia
Album Studio
- 2005 - Agapanthusterra
- 2007 - Ugisiunsi
- 2009 - Kaleidothrope
- 2010 - Bridges of Kukuriku
- 2014 - Terragaia

Album Live
- 2007 - From Herzberg To Living Room
- 2011 - Bridges Of The Old Fishingmine